# Off-Off-Broadway
Off-Off-Broadway-Theaterproduktionen in New York City sind solche, die in Theatern aufgeführt werden, die kleiner als Broadway- und Off-Broadway-Theater sind. Off-Off-Broadway-Theater haben normalerweise weniger als 100 Sitzplätze. Der Begriff kann aber auch für alle Aufführungen im Einzugsbereich von New York City verwendet werden, bei denen gewerkschaftlich vertretene Schauspieler beschäftigt werden, die aber nicht unter einem Broadway-, Off-Broadway- oder League-of-Resident-Theatres-Vertrag stehen. Er wird auch oft genutzt, um Aufführungen mit nicht gewerkschaftlich vertretenen Schauspielern zu bezeichnen. Off-Off-Broadway-Aufführungen reichen von professionellen Produktionen mit etablierten Künstlern bis hin zu kleinen Vorführungen von Amateuren.

## Geschichte
Die Off-Off-Broadway-Bewegung begann im Jahr 1958 als Reaktion auf Off-Broadway und „komplette Ablehnung von kommerziellem Theater“. Unter den ersten Veranstaltungsorten dessen, was später als Off-Off-Broadway bekannt sein sollte, waren Kaffeehäuser im Greenwich Village, insbesondere das Caffe Cino in der 31 Cornelia Street. Dies wurde vom exzentrischen Joe Cino geführt, der Gefallen an den Schauspielern und Stückeschreibern fand und einwilligte, sie dort Stücke aufführen zu lassen, ohne dass er zunächst das Stück gelesen hatte oder auch nur viel über dessen Inhalt in Erfahrung gebracht hatte. Diese DIY-Voraussetzungen führten auch zu kreativen Umwidmungen von Gegenständen durch Stückeschreiber und Regisseure, die aus auf der Straße zusammengesammelten Materialien Bühnenbilder zusammenbastelten. Wesentlich für den Aufstieg von Off-Off-Broadway waren auch Ellen Stewart am La MaMa Experimental Theatre Club und Al Carmines am Judson Poets’ Theater nahe der Judson Memorial Church. Andere bedeutende Theater waren das Theater Genesis, das New York Theatre Ensemble, The Old Reliable, The Dove Company, The Playwrights Workshop, und der Workshop of the Players Art (WPA).
Eine Off-Off-Broadway-Aufführung mit Schauspielern der Gewerkschaft Actors Equity Association heißt Equity-Showcase-Aufführung, nicht alle Off-Off-Broadway-Aufführungen sind Equity Showcases. Die Gewerkschaft hat strenge Regeln für die Mitarbeit in solchen Aufführungen, die Preisbeschränkungen, Aufführungszahl und Übungszeiten beinhalten. Häufig wirken professionelle Schauspieler in solchen Produktionen mit; diese machen den Großteil der Auftrittsmöglichkeiten für Schauspieler in New York aus. Kritik an der Equity-Regelungen ist mehrfach ausgesprochen worden, weil diese als einschränkend und nachteilig für die Entwicklung von Theater in New York empfunden werden.
Seit dem Jahr 1964 sind Off-Off-Broadway-Aufführungen zulässig für Obie Awards; seit 1974 bewerten die Drama Desk Awards Off-Off-Broadway-Aufführungen nach denselben Kriterien wie Broadway- und Off-Broadway-Aufführungen.
Der Begriff indie theatre oder independent theatre (unabhängiges Theater), geprägt vom Stückeschreiber Kirk Bromley, wird von vielen als Ersatz für die Bezeichnung Off-Off-Broadway genutzt, auch von Gruppen wie der Liga unabhängiger Theater und der Webseite nytheatre.com.
Seit 2005 werden im La Mama Coffeehouse Chronicles („Kaffeehaus-Chroniken“) dargeboten, die sowohl persönliche mündliche Berichte von damaligen Künstlern als auch Unterhaltungen mit heutigen Künstlern beinhalten, die weiterhin in derselben gewagten Art und Weise arbeiten. Wie traditionell üblich, wird zur Bezahlung ein Korb herumgegeben.